# GoldenDict

GoldenDict — вільна оболонка для електронних словників з відкритим прикладним кодом, що підтримує багато файлових форматів словників ABBYY Lingvo, StarDict, Babylon, Dictd.
Також GoldenDict може напряму звертатися до вмісту вебсайтів на основі MediaWiki (таких як Вікіпедія, Вікісловник та ін.). Додаток реалізований для різних платформ, проте найбільше популярний серед користувачів Linux.

## Особливості
Комп'ютерна програма є безплатним програмним забезпеченням з відкритим кодом (FOSS). Підтримує декілька форматів файлів електронних словників.
- WordNet — безплатна лексична база даних для англійської мови
- XDXF словник (XML Dictionary eXchange Format)[2]
- Babylon (.bgl) файли із зображеннями та ресурсами
- StarDict (.ifo / .dict / .idx / .syn) словники
- Dictd (.index / .dict / .dz) файли словника
- ABBYY Lingvo (.dsl) вихідні файли, разом із файлами абревіатур. За бажанням файли можна стиснути за допомогою dictzip. Ресурси словника можна упакувати разом у файл .zip
- ABBYY Lingvo (.lsa / .dat) аудіоархіви. Їх можна індексувати окремо або посилатися на файли .dsl
- Sdictionary (.dct) словники. Цей формат також відомий як sdict.
- Aard (.aar) словники
- Звукові пакети (.zips) у zip-архівах
- MDict (.mdx / .mdd) словники
- EPWING (.Catalogs) словники
- .ZIM file format: відкритий формат файлу, який зберігає вміст вікі для використання в автономному режимі. Його основним напрямком є вміст Вікіпедії та інших проектів Вікімедіа.

GoldenDict є альтернативою офіційному програмному забезпеченню Kiwix для читання файлів .zim. GoldenDict також може забезпечувати повнотекстовий пошук і особливо корисний для перегляду Вікісловників офлайн.
Програма має наступні особливості:
- Для презентабельного виводу використовується WebKit
- Підтримуються найпопулярніші файлові формати словників, зокрема:
  - Файли .BGL (Babylon) разом із зображеннями та ресурсами
  - .ifo/.dict./.idx/.syn (StarDict)
  - Файли словників .index/.dict(.dz) (Dictd)
  - .dsl (файли словників ABBYY Lingvo)
  - .lsa/.dat (аудіо архіви ABBYY Lingvo)
- Підтимка перегляду у своєму вікні статей із Вікіпедії, Вікісловника та інших сайтів на базі MediaWiki
- Можливість використання довільної програми для озвучення аудіофайлів або ж озвучення тексту
- Підтримка перегляду та прослуховування вимови із forvo.com
- Використання Unicode для правильного відображення символів із різних мов
- Підтримка глобальних гарячих клавіш в системі
- Багатоплатформенність ( Linux/X11, Windows та інші портативні пристрої.)
- Вільне програмне забезпечення: GNU GPLv3+ license.

## Переваги та недоліки
У порівнянні з іншим подібними програмами GoldenDict:
- Підтримує декілька популярних файлових форматів словників в той час, як такі словникові програми як Babylon (програма) та ABBYY Lingvo підтримують лише власні (рідні) формати, а StarDict підтримує лише два формати.
- Програма всередині себе використовує механізм розміщення WebKit, що дозволяє показувати статті у форматі близькому до вигляду вебсторінок у браузері, що ABBYY Lingvo, StarDict та Babylon не спроможні робити.
- Поточна версія (1.5.0-RC2-) може виконувати повнотекстовий пошук у статтях словника.[3] Проте дозволяє знаходити текст у сторінці, що відображається.
- Версія GoldenDict для Android не є відкритим кодом.
- У GoldenDict відсутні важливі функції програм японських словників. Наприклад, він не забезпечує пошук японців за радикалами. На відміну від спеціалізованих програм, таких як Tagaini Jisho [Архівовано 13 лютого 2022 у Wayback Machine.].
- GoldenDic — це безплатне програмне забезпечення з відкритим вихідним кодом (FOSS), яке дозволяє вносити внески від користувачів на GitHub. На відміну від цього, «ABBYY Lingvo» або «MDict» є запатентованим програмним забезпеченням, і користувачі не можуть активно брати участь у їх розробці.
- Версія програми Android не оновлювалася роками, і система Android її помітила як «призначену для старіших систем».

## GoldenDict Forks
Рекомендується використовувати офіційну версію GoldenDict із GitHub Repository [Архівовано 3 серпня 2015 у Wayback Machine.]. Версії «Ранній випуск» слід використовувати замість «Стабільного» випуску, який є застарілим. Офіційна версія GoldenDict із репозиторію GitHub вільна від будь-якого відстеження та поважає конфіденційність користувачів. Неофіційні версії GoldenDict (наприклад, GD++ від "nonwill [Архівовано 5 квітня 2022 у Wayback Machine.]") імовірно містять шпигунське/зловмисне програмне забезпечення та порушують Ліцензію GPLv3.